# Tułodziad
Tułodziad [tuˈwɔd͡ʑat] (tiếng Đức: Taulensee) là một ngôi làng thuộc khu hành chính của Gmina Dąbrówno,thuộc huyện Ostródzki, Warmińsko-Mazurskie, ở miền bắc Ba Lan. Nó cách Ostróda  khoảng 21 kilômét (13 mi) về phía nam và cách thủ phủ khu vực Olsztyn 44 km (27 mi) về phía tây nam.
Ngôi làng có dân số 400 người.